# Челопеч
Челопеч е село в Западна България. То е център и единствено населено място в Община Челопеч, Софийска област.

## География
Село Челопеч се намира в планински район. Община Челопеч включва само 1 населено място – село Челопеч, разположено на южните склонове на Стара планина, край главен път София – Бургас. През средата на селото преминава железопътна линия. Броят на населението е близо 2000 души.

## История
Историята на селището датира от дълбока древност, за което свидетелстват останките, намерени в землището на Челопеч – Гинова могила, Градище и др. Името на селището се среща в запазени турски документи от 1430 г. Предполага се, че е съществувало по време на Втората българска държава или е създадено непосредствено преди падането на България под османска власт от населението на съществували в околностите му други селища.

## Поминък

### Рудодобив
Рудодобивът е основен отрасъл в производствената структура на общината. Челопеч е най-голямото и богато медно-златно-пиритно находище в Европа, което е една от причините за доброто икономическо състояние на общината.
Находището се разработва от „Челопеч Майнинг“, дъщерно дружество на канадската компания „Дънди Прешъс Металс“, с която държавата е сключила концесионен договор за добив на подземни богатства.
Поради високото съдържание на арсен в концентрата, през 1990 г. неговата преработка на територията на страната е забранена с указ на Министерски съвет и оттогава се изнася.

## Забележителности
Църквата „Свети Николай Чудотворец“ е построена през 1835 г. В нея се съхраняват ценни църковнославянски книги, върху страниците на една от които има приписка за първото честване на празника на светите братя Кирил и Методий на 12 май 1853 г.
Общината стопанисва хижа „Мургана“ с надморска височина 1430 м, разположена в подножието на връх Мургана в Стара планина, която е електрифицирана, разполага с оборудвана кухня, столова, леглова база от 80 легла и парно отопление.
Читалището в селото „Труд и постоянство“, е със 100-годишна история. Към него са създадени хор и детски танцов състав.
На територията на Общината се разполагат 2 училища – ОУ „Св. св. Кирил и Методий“ и ЧПГЧО „Челопеч“ и 1 детска градина – ОДЗ „Ханс Кристиан Андерсен“

## Редовни събития
- Международен фолклорен фестивал „Златен прах“
- Сирница
- Пресвета Неделя

## Личности
- проф. Алипи Матеев (1914 – 1979) – български учен, математик
- Никола Радев, български революционер от ВМОРО, четник на Лука Джеров[5]

## Галерия
- Снимки от Челопеч
- Църквата „Свети Николай“
- Надписът над вратата на църквата
- Паметник на падналите във войните
- Читалище „Труд и постоянство“